# Digte.dk
Digte.dk var et ikke-kommercielt website for skandinaviske digt- og poesi- interesserede skabt af Anders Riis (Grundlægger og administrator) og Rasmus Beck (Programmering og udvikling), og var fuldstændig på private hænder i de ti år, det eksisterede. Websitet, der var det første af sin art i Norden, var åbent for alle – dog skulle alt være skrevet på et af de skandinaviske sprog. Digte.dk lukkede ned den 31. december 2009.
Siden åbningen i 1999 nåede mere end 16.000 brugere at registrere en profil; heraf var ca. 6.000 aktive digtere, og det menes, at 1500 dagligt loggede ind for at skrive, læse og kommentere.[kilde mangler]
Sitet rummede henved 400.000 digte, hvoraf godt 200.000 digte var synlige for brugerne, idet et års inaktivitet gjorde en brugers profil og digte utilgængelige for alle andre end brugeren selv. Med en ny indlogning kunne denne dog gøre sine tekster synlige igen for alle andre.
På sitet blev i begyndelsen af 2000-årene begrebet digtremix indført – en funktion, som en bruger selv skulle godkende og som gik ud på, at andre kunne anvende disse digte: "Inden for digtningen er dét at lave et remix i grunden ganske lige til. Man kan både peppe de gode rytmer lidt op, fjerne det overflødige eller bygge hele digtet over omkvædet. Man har mulighed for at give digtet et personligt præg, tilføje en fortolkningsmulighed og så videre". (Fra Erik Scherz Andersens præsentation af digtremix på digte.dk). Digtremix svarer til musikkens sampling, idét remix-begrebet ikke rummer klart afstukne regler for omfanget af referencer til og/eller synliggørelse af originalteksten. Det er således muligt at remixe en tekst ved at ændre et enkelt ord, en bøjningsform, udskifte ord, bryde linjer anderledes, omskrive hele afsnit, ændre eller fjerne titel, og meget mere. Remix afføder ofte udbytterig diskussion mellem digtets ophav, remixer og andre læsere.
Kendetegnende for digte.dk var anbefalingsfunktionen, hvor brugere kunne anbefale et godt digt til alle brugere ved tryk på en knap og samtidig tilknytte kommentarer. Denne funktion anvendtes også til direkte kommunikation med digtets forfatter, idet kritikeren ofte kunne tilknytte kommentarer af forskellig art: ros, forslag, referencer til andre digte og digtere og oplevelsesbeskrivelser som følge af læsningen.
Over årene gennemgik sitet kun en enkelt større modernisering. På opfordring fra brugerne blev der med mellemrum tilføjet funktionalitet i søgefunktionerne, som ved sitets lukning muliggjorde adgang til de mange digte ud fra forskellige kriterier. Funktionen "tilfældigt digt" var en meget brugt adgang til sitet for såvel nytilkomne som garvede brugere, idét det samtidig gav adgang til et overblik over en digters hele værk på digte.dk, og (især) for den nytilkomne et klart og umiddelbart overblik over funktionaliteten på sitet som sådan.